# Mercedes-Benz CapaCity
Mercedes-Benz CapaCity je model zcela nízkopodlažního městského čtyřnápravového kloubového autobusu, vyráběný od roku 2007 společností Daimler Buses (do roku 2023 EvoBus), kterou vlastní koncern Daimler Truck. S délkou přibližně 19,7 metrů se jedná o druhý nejdelší model autobusu značky Mercedes-Benz, nejdelším je CapaCity L o délce přibližně 21 metrů. Oba tyto modely jsou odvozené z řady Mercedes-Benz Citaro, konkrétně z kloubového modelu Citaro G.

## Popis
Jedná se o model určený pro velmi vytížené městské linky. Přední článek autobusu je převzatý ze standardního kloubového modelu Citaro G, zadní článek byl prodloužen o 1 600 mm s přidáním čtvrté nápravy. Hnací nápravou zůstala náprava třetí, řiditelná je náprava první a čtvrtá. V pravé bočnici autobusu se nachází celkem čtvery dvoukřídlé dveře.

## Výroba a provoz
Prototyp byl poprvé vystaven v roce 2005 na akci Mercedes-Benz Omnibustage v německém Mannheimu a sériová výroba začala v roce 2007. Od roku 2010 se autobusy CapaCity vyrábí také v českém Holýšově.
Dopravný podnik Bratislava zařadil do provozu 1 kus v roce 2008, 25 kusů v roce 2010 a dalších 15 kusů v roce 2013.
V Česku nejsou autobusy CapaCity, provozovány, avšak model CapaCity L byl testován v Praze v roce 2016.